# Jerry R. Ehman
Jerry R. Ehman est un astrophysicien américain, particulièrement connu pour avoir enregistré le signal « Wow ! ».

## Biographie

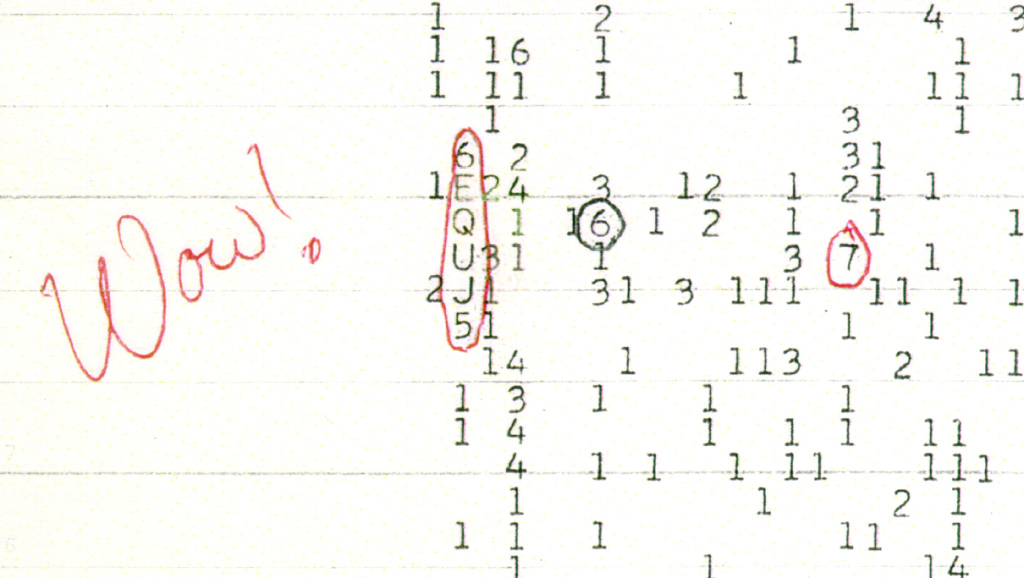
Le signal « Wow ! », capté par Jerry R. Ehman le 15 août 1977 avec le radiotélescope Big Ear de l'université d'État de l'Ohio. Les annotations en rouge sont de la main de l'astrophysicien.
Crédit : the Ohio State University Radio Observatory and the North American AstroPhysical Observatory (NAAPO).

Jerry R. Ehman est docteur en astronomie, diplômé de l'université du Michigan. Il est plus particulièrement spécialisé en radioastronomie. Il a enseigné l'électrotechnique à l'université d'État de l'Ohio tout en travaillant au radiotélescope, nommé Big Ear, de l'université.
Le 15 août 1977, alors qu'il se trouve au radiotélescope Big Ear dans le cadre du projet SETI d'écoute de la galaxie, un signal radio extraordinaire, d'une durée de 72 secondes, présumé extraterrestre car provenant d'un point précis de la galaxie, et demeurant à ce jour unique et inexpliqué, est enregistré par Big Ear. Pour marquer sa stupéfaction, Jerry R. Ehman entoure de rouge, sur la sortie imprimée des résultats, le signal en question et l'annote du commentaire « Wow! » qui lui donne son nom.